# Eois signaria
Eois signaria là một loài bướm đêm trong họ Geometridae.